# Johann Kaspar Zollinger
Johann Kaspar Zollinger (1820 - 1882), was een Zwitsers politicus.
Johann Kaspar Zollinger was afkomstig uit het kanton Zürich. Hij was lid van de Democratische Partij van het kanton Zürich. De Democratische Partij verzette zich tegen het machtstreven van Alfred Escher en diens Radicale Partij (voorloper van de huidige Vrijzinnig Democratische Partij).
Johann Kaspar Zollinger was lid van de Regeringsraad van het kanton Zürich en was in 1879 voorzitter van de Regeringsraad van Zürich (dat wil zeggen regeringsleider van Zürich).
Johann Kaspar Zollinger overleed in 1882.